# Listă de ziare desființate din România
Aceasta este o listă de ziare desființate din România.
- Adevărul literar și artistic[1]
- Albina Carpaților (Sibiu), [2]
- Alegătorul liber, existent la 1875[3]
- Amicul Familiei (Gherla și Cluj) [2]
- Asmodeu, existent la 1877[3]
- Baricada[4]
- Bobârnacul, gazetă umoristică existentă la 1879[3]
- Capitala și Seara, scoase pe la 1937 de Eugen Titeanu, foi populare în care titlurile ocupau o treime din pagină. Ca si Tempo al lui Canarachi - inventatorul ziarului de 1 leu, fara redactie sau cu o redactie redusa la un secretar, o foarfece in loc de reporteri - Capitala și Seara nu contau ca factori de opinie publica. Nimeni nu vorbea cu mai mult dispret de Capitala ca Eugen Titeanu. "Este termometrul imbecilitatii publicului", cum o califica plin de dispret".[5][6]
- Carpați (din Brașov)[7]
- Chemarea Tinerimei Române, un bisăptămânal clujean de obediență național-țărănistă, în care a debutat Petre Țutea, in 1929, la varsta de 27 de ani[8]
- Constituționalul, existent la 1889[3]
- Compact
- Cugetătorul românesc[1]
- Curierul de Iași[2]
- Curierul Olteniei, existent în 1903[9]
- Curierul Românesc (1886-1904) [2]
- Cuvântul, al Mișcării Legionare
- Democrația, fondat de Alexandru Candiano-Popescu
- Dimineața, înființat în 1904
- Dobrogea economică[10]
- Drapelul, publicație din București, condusă de P. S. Aurelian, existentă la 1898[3]
- Epoca
- Era nouă (1936)
- Evenimentul
- Facla
- Fenice (Oradea) [2]
- Foaia societății pentru literatura și cultura română în Bucovina (Cernăuți) [2]
- Gardianul
- Gazeta Bucureștilor - ziarul ocupației nemțești din 1917[11]
- Gazeta literară[1]
- Gazeta municipală
- Gazeta poporului, gazetă liberală existentă la 1895[3][12]
- Glasul (București) [2]
- Glasul Nostru
- Glasul romilor, înființat în 1934[13]
- Hiena[1]
- Independent Expres
- Informația zilei[1]
- Israelitul, existent pe la 1870[14]
- Jurnalul de Est
- Liga ortodoxă
- Linia dreaptă[1]
- Lumea nouă, existent la 1898[15][12]
- Lupta, existent la 1887[16]
- Meridian, existent în anii 1990[17]
- Monitorul de București, existent începând cu anii 1990, când rețeaua Monitorul, pornită de la Iași și extinsă în mai multe orașe din Moldova, a scos, pentru scurtă vreme, și o ediție de București[18][19][17]
- Moș Ion din Brăila (1886) [20]
- Națiunea, „ziar de atitudine, informatie si reportaj”, condus de George Călinescu în martie 1946[21][22]
- Nord Magazin
- Oltenia Economică, existent la 1939[23]
- Omul liber
- Ora
- Ordinea, ziar al Partidului Conservator-Democrat[24]
- Peninsula balcanică, editat de Ștefan Mihăileanu, existent la 1900[25]
- Perseverența, fondat de Alexandru Candiano-Popescu
- Populu Suveran - Poporul suveran[26]
- Pressa Română din Brăila (1886)[20]
- Pressa[27]
- Reporter (1937)
- România - libertate - egalitate - fraternitate[20]
- România Muncitoare, existent în 1905
- România, oficiosul carlist, existent în 1938[28]
- Românul
- Scînteia
- Scînteia tineretului
- Seara, existent în anii 1990. Apărea de câteva ori pe săptămână, era scos de trustul Topaz (care făcea și revista Zig-Zag) și era condus de Mihai Coman[17]
- Semne particulare
- Sportul popular, apărut la 1 octombrie 1944[29][30]
- Sport Total
- Sportul românesc, cunoscut și sub numele de Sportul roșu, ziarul înființat de Mitică Dragomir în 1991 a pierit după ce, în 1997, redacția condusă de Ovidiu Ioanițoaia a trecut în barca lui Adrian Sârbu, alături de care a scos ProSport[17]
- Steagul, existent la 1918[31]
- Telegraphul, oficios liberal până în 1874[3]
- Timpul
- Tinerama[4]
- Tineretul liber, urmașul ziarului Scînteia tineretului[17][32]
- Transilvania Jurnal
- Tribuna poporului, apărut pe 15 septembrie 1944 și condus de George Călinescu. Și-a suspendat aparitia în februarie 1945[21]
- Trompeta Carpaților[2]
- Țara nouă, existent la 1911[33]
- Ultimul cuvânt
- Universul
- Unirea democratică, existent la 1876[3]
- Viața socială[1]
- Viața studențească [34]
- Victoria - ziar liberal, condus de N.D. Cocea[21]
- Viitorul românesc[35]
- Vocea Covurluiului din Galați (1873 - 1888)[20]
- Voința liberală, ziar al Partidului Național Liberal[24]
- Voința națională, ziar al Partidului Național Liberal[36] care a apărut în perioada 10 iulie 1884 – 13 aprilie 1914.
- Vremea
- Ziarul Clujeanului
- Ziarul de Cluj
- Ziarul Națiunea română
- Ziarul
- Zimbrulu și Vulturulu
- Ziua
- Ziua, organ de presă al Partidului Democrat-Radical, existent la 1896[3]

## Publicații din București
- Informația Bucureștiului [37]

## Publicații în limba franceză
- „L'Entante” (1917)
- „L’Independence Roumaine”, înființat în 1876

## Publicații în limba greacă
- „Acropolis”, publicat în perioada interbelică[38]